# Ebeltoft Vig
Ebeltoft Vig er en vig i det sydlige Kattegat der ligger mellem de fredede Mols Bjerge og den sydlige halvø på Djursland hvor Ebeltoft ligger. I bunden af vigen, mod nord ligger Femmøller Strand og en række andre strande sammen med et sydvendt sommerhusområde. På østsiden af vigen ligger Ebeltoft og pynten Ahl Hage og længst ude Ebeltoft Færgehavn, med færge til Sjællands Odde. Ebeltoft Vigs kystlinje er udlagt som en del af et Naturreservat på 320 ha under Nationalpark Mols Bjerge inklusive en smal landbræmme på ca. 35 ha .
Geologi
- Ebeltoft Vig er ligesom den paralle vig, Aarhusbugten, dannet af en i størrelsesordenen kilometertyk gletsjer, der kilede sig op fra sydøstlig retning under den sidste istid, og derved udhulede området, så det i dag er hav i form af Ebeltoft Vig og Aarhusbugten. Mols Bjerge, bakkelandet, for enden af de to gletsjere, består af opskubbet og aflejret materiale fra de to gletsjerfronteres bevægelse. Disse bakker på det sydlige Djursland, er op til 140 meter høje, og dermed i samme højdeklasse som Danmarks højeste punkt, Yding Skovhøj på godt 170 meter ved Skanderborg. 
Højdeforholdene virker mere dramatiske på Mols, bl.a. set fra Stabelhøj, Agri Baunehøj og Trehøje, idet der er udsigt direkte ned til havet. Den flade hedeslette, Tirstrup Hedeslette, som rummer Aarhus Lufthavn på det sydlige centrale Djursland, er dannet som et afvandingsområde i retning nordvest mod Randers for Ebeltoft Vigs gletsjer, og en 3. gletsjer, der lå langs Djurslands Østkyst, da isen smeltede. Det kan virke underligt at gletsjerne kom fra sydøst, og ikke fra nord, men det er ikke desto mindre tilfældet. 